# Stig Dagerman
Stig Halvard Dagerman (Älvkarleby, 5 ottobre 1923 – Enebyberg, 5 novembre 1954) è stato un giornalista, scrittore e anarchico svedese.
Talentuoso, sensibile e libertario concluse la propria esistenza suicidandosi a soli 31 anni. Per la somma di questi fattori sopravvive tutt'oggi come figura mitica della letteratura svedese. È per molti versi un emblema della letteratura quarantista, capitanata dai celebri Karl Vennberg e Erik Lindegren.

## Biografia
In seguito all'abbandono da parte della madre nei primissimi mesi dopo la nascita e per la difficoltà del padre, minatore nei pressi di Stoccolma, di garantire le condizioni essenziali alla crescita, il piccolo Stig fu ospitato e cresciuto dai nonni paterni. Anche contrariamente a talune descrizioni biografiche, egli più tardi descrisse l'infanzia come l'epoca forse più felice della sua vita.
Nei nonni, similmente a quanto accadde allo scrittore austriaco Thomas Bernhard, trovò delle figure vivaci, rassicuranti ed intellettualmente stimolanti, dunque le prime condizioni per il futuro percorso intellettuale. L'uccisione del nonno nel 1940 da parte di uno squilibrato e, poco tempo dopo, la perdita della nonna colpita da una emorragia cerebrale, portarono Stig Dagerman a commettere il primo di una serie di tentati suicidi. Tempo dopo si sarebbe trasferito a Stoccolma dal padre.
A soli tredici anni poté avvicinarsi all'anarchismo e al sindacalismo. Iniziò precocemente l'attività di scrittore in seno all'Unione Sindacale Giovanile (Syndikalistiska Ungdomsförbundet) per poi elevarsi a redattore del giornale Storm (traducibile come La tempesta) e, ancora, a cura prevalentemente di fatti di cronaca, del giornale anarcosindacalista Arbetaren (L'operaio). Solo in seguito avrebbe potuto scrivere per le sezioni culturali.
Nel 1945 il primo romanzo, Ormen (Il serpente), avente per soggetto l'elemento del terrore, segnò il debutto di Stig Dagerman nella narrativa e l'immediato riconoscimento della critica a fronte del contenuto e dell'originale soluzione stilistica. Non passò troppo tempo perché egli si dimettesse dall'incarico di redattore da Arbetaren e si dedicasse a tempo pieno alla scrittura non giornalistica, per cui nel 1946 vide la luce De dömdas ö (L'isola dei condannati), uno dei suoi lavori più complessi, concepito nella casa di Strindberg a Kymmendö.
La produzione di Dagerman subì un'accelerazione. Nel 1947 comparve e fu messa in scena al Dramaten la prima pièce teatrale, Den Dödsdömde (Il condannato a morte), mentre raggiunsero la pubblicazione anche la raccolta di racconti Nattens Lekar (I giochi della notte) e l'intera serie di reportage dalla Germania dell'immediato dopoguerra, prodotti per Expressen (L'espresso) e riuniti nel volume Tysk höst (Autunno tedesco), vera consacrazione al grande pubblico.
Nel 1949 vide la luce Bröllopsbesvär, burla popolare dai tratti satirici; fece seguito una condizione esistenziale complessa: la separazione dalla prima moglie, una nuova unione con l'attrice Anita Björk, il rifiuto continuo delle proposte di lavoro da parte dell'editore e una lunga depressione terminata con il suicidio il 5 novembre 1954.

## Opere

### Narrativa
- Stig Dagerman, Il serpente [Ormen], collana Gli Iperborei 331, traduzione di Fulvio Ferrari, postfazione di Fulvio Ferrari, Milano, Iperborea, 2021  [1945], ISBN 978-88-7091-631-7.
- Stig Dagerman, L'isola dei condannati [De dömdas ö], a cura di Vanda Monaco Westerståhl, collana Archivio del romanzo 21, Napoli, Guida, 1985  [1946], ISBN 88-7042-717-X.
- Stig Dagerman, Bambino bruciato [Bränt barn], collana Iperborea 45, traduzione di Gino Tozzetti, introduzione di Goffredo Fofi, Milano, Iperborea, 1994; 1998 (2ª ed.); 2001 (3ª ed.); 2012 (4ª ed.); 2019 (5ª ed.)  [1948], ISBN 88-7091-045-8.
- (SV) Bröllopsbesvär, 1949.
- (SV) Tusen år hos Gud, 1954. Frammento di romanzo, postumo

### Saggistica
- Stig Dagerman, Autunno tedesco. Descrizione d'un viaggio [Tysk höst], a cura di Fulvio Ferrari, collana Letture 7, traduzione di Massimo Ciaravolo, Torino, Il quadrante, 1987  [1947], ISBN 88-381-0031-4.
  -  Stig Dagerman, Autunno tedesco. Viaggio tra le rovine del Reich millenario [Tysk höst], a cura di Fulvio Ferrari, collana I leoni, Torino, Lindau, 2007  [1947], ISBN 978-88-7180-688-4.
  -  Stig Dagerman, Autunno tedesco [Tysk höst], a cura di Fulvio Ferrari, collana Senza frontiere, Torino, Lindau, 2014  [1947], ISBN 978-88-6708-297-1.
  -  Stig Dagerman, Autunno tedesco [Tysk höst], a cura di Fulvio Ferrari, collana Iperborea 289, traduzione di Massimo Ciaravolo, con uno scritto di Giorgio Fontana, Milano, Iperborea, 2018  [1947], ISBN 978-88-7091-489-4.
- Stig Dagerman, La politica dell'impossibile [Essäer och journalistik], a cura di Fulvio Ferrari, collana Iperborea 262, postfazione di Goffredo Fofi, Milano, Iperborea, 2016  [1983], ISBN 978-88-7091-462-7.

### Raccolte
- Stig Dagerman, I giochi della notte [Nattens lekar], collana Iperborea 59, traduzione di Carmen Giorgetti Cima, introduzione di Andrea Gibellini, Milano, Iperborea, 1996; 1999 (2ª ed.); 2011 (3ª ed.); 2012 (4ª ed.); 2018 (5ª ed.)  [1947], ISBN 88-7091-059-8.
- Stig Dagerman, Il viaggiatore [Dikter, noveller, prosafragment], collana Iperborea 23, traduzione di Gino Tozzetti, introduzione di Goffredo Fofi, Milano, Iperborea, 1991; 1992 (2ª ed.); 1993 (3ª ed.); 1997 (4ª ed.); 1998 (5ª ed.); 1999 (6ª ed.); 2003 (7ª ed.); 2007 (8ª ed.); 2014 (10ª ed.); 2018 (11ª ed.)  [1983], ISBN 88-7091-023-7.
  -  Stig Dagerman, Il viaggiatore [Dikter, noveller, prosafragment], collana Itinerari del Corriere della sera 29, postfazione di Goffredo Fofi, Milano, RCS MediaGroup, 2018  [1983].

### Racconti
- Stig Dagerman, Ho remato per un lord [Lorden som jag rodde], collana Coconino cult, traduzione di Gino Tozzetti, illustrazioni di Davide Reviati, postfazione di Goffredo Fofi, Roma, Coconino Press Fandango, 2021  [1946], ISBN 978-88-7618-572-4.
- (SV) Att döda ett barn, 1948.
- (SV) Ett barns memoarer, 1948.
- (SV) Överraskningen, 1948.
- Stig Dagerman, Perché i bambini devono ubbidire? [Varför måste barn lyda?], collana Iperborea 215, traduzione di Fulvio Ferrari, postfazione di Fulvio Ferrari, Milano, Iperborea, 2013  [1953], ISBN 978-88-7091-515-0.
- Stig Dagerman, I vagoni rossi, a cura di Marco Alessandrini, collana Iquadernidiviadelvento 63, Pistoia, Via del Vento, 2011, ISBN 978-88-6226-057-2.
- Stig Dagerman, L'uomo di Milesia, a cura di Marco Alessandrini, collana Ocra gialla 53, Pistoia, Via del Vento, 2011, ISBN 978-88-6226-049-7.
- Stig Dagerman, L'uomo che non voleva piangere, a cura di Marco Alessandrini, collana Ocra gialla 60, traduzione di Marco Alessandrini, Pistoia, Via del Vento, 2013, ISBN 978-88-6226-075-6.

### Poesie
- (SV) Dagsedlar, 1954.
- Stig Dagerman, Il nostro bisogno di consolazione [Vårt behov av tröst], collana Iperborea 21, traduzione di Fulvio Ferrari, introduzione di Fulvio Ferrari, Milano, Iperborea, 1991; 1993 (2ª ed.); 1996 (3ª ed.); 1997 (4ª ed.); 2000 (5ª ed.); 2003 (6ª ed.); 2007 (7ª ed.); 2011 (8ª ed.); 2013 (9ª ed.); 2015 (10ª ed.); 2017 (11ª ed.); 2021 (13ª ed.)  [1955], ISBN 88-7091-021-0. Raccolta di poesie, postuma
- Stig Dagerman, Breve è la vita di tutto quel che arde, a cura di Fulvio Ferrari, collana Gli Iperborei 359, Milano, Iperborea, 2022, ISBN 978-88-7091-659-1.

## Critica
- Piero Buscioni, Stig Dagerman, in "il Fuoco", Firenze, Polistampa, giugno-agosto 2004.